# زافيجيبانت
زافيجيبانت (Zavegepant)، الذي يباع تحت الإسم التجاري زافزبريت (Zavzpret)، هو دواء يتم وصفه لعلاج الصداع النصفي.  حيث يستخدم لعلاج الصداع نفسه، و ليس للوقاية منه.  و يرش في الأنف. 
تشمل الآثار الجانبية الشائعة لهذا العقار على؛تغيرات في التذوق و الغثيان و التهاب الأنف و القيء.  إضافة إلى ذلك، فقد تشمل الآثار الجانبية الأخرى علىالحساسية أيضا. و لا ينصح باستخدامه للأشخاص الذين يعانون من مشاكل كبيرة في الكبد أو الكلى.  أما السلامة أثناء الحمل فغير واضحة تماما.  إنه مضاد لمستقبلات الببتيد المرتبطة بجين الكالسيتونين. 
تمت الموافقة على زافيجيبانت للاستخدام الطبي في الولايات المتحدة في عام 2023.  و من المتوقع أن يصبح متاحًا تجاريًا في يوليو 2023 و أن يكون سعره مماثلًا للأدوية الأخرى في فئته. 